# Walchowit
Walchowit ist ein kreidezeitliches meist gelbliches fossiles Harz (Retinit), das unweit des Ortes Valchov (früherer deutsche Name: Walchow) in Braunkohle gefunden und nach diesem Ort benannt wurde. 
Frühe schriftliche Hinweise auf dieses Harz gehen auf die erste Hälfte des 19. Jahrhunderts zurück. Das Alter des Harzes wird mit 100 Millionen Jahren angegeben (untere Oberkreide). Damit ist Walchowit deutlich jünger als Libanon-Bernstein, zu dem es, wie auch zu weiteren kreidezeitlichen Harzen aus Frankreich und Japan, gewisse Ähnlichkeiten aufweist. Das Harz wird zumeist in Form rundlicher Knollen von Nuss- bis Faustgröße im Hangenden der Braunkohlelager nördlich von Brno gefunden.
Das fossile Harz setzt sich wie folgt zusammen: Wasserstoff 10,66 %, Kohlenstoff 80,24 %, Sauerstoff 8,92 % und Stickstoff 0,18 % (nach einer Analyse von Anton Schrötter von Kristelli aus dem Jahre 1843). Die gleiche Probe hatte ein spezifisches Gewicht von 1,035. Das analysierte Harz war in Ether und Alkohol kaum löslich. 
Die Namen Neudorfit und Muchit, unter denen einst fossile Harze beschrieben wurden, gelten heute als Synonyme für Walchowit. Umgekehrt sind nicht alle bei Valchov gefundenen fossile Harze Walchowit. Eine infrarotspektroskopisch untersuchte Probe vom Fundort Valchov wurden als Succinit (Baltischer Bernstein) identifiziert, von dem sich Walchowit erheblich unterscheidet.
Bei dem im nur 20 km von Valchov entfernten keltischen Oppidum Staré Hradisko aus der La-Tène-Zeit (späte Eisenzeit) gefundenen bearbeiteten und unbearbeiteten Bernstein könnte es sich sowohl um Bernstein aus dieser Lagerstätte handeln als auch um aus dem Ostseeraum importiertes Material.